# Anse-de-Mai

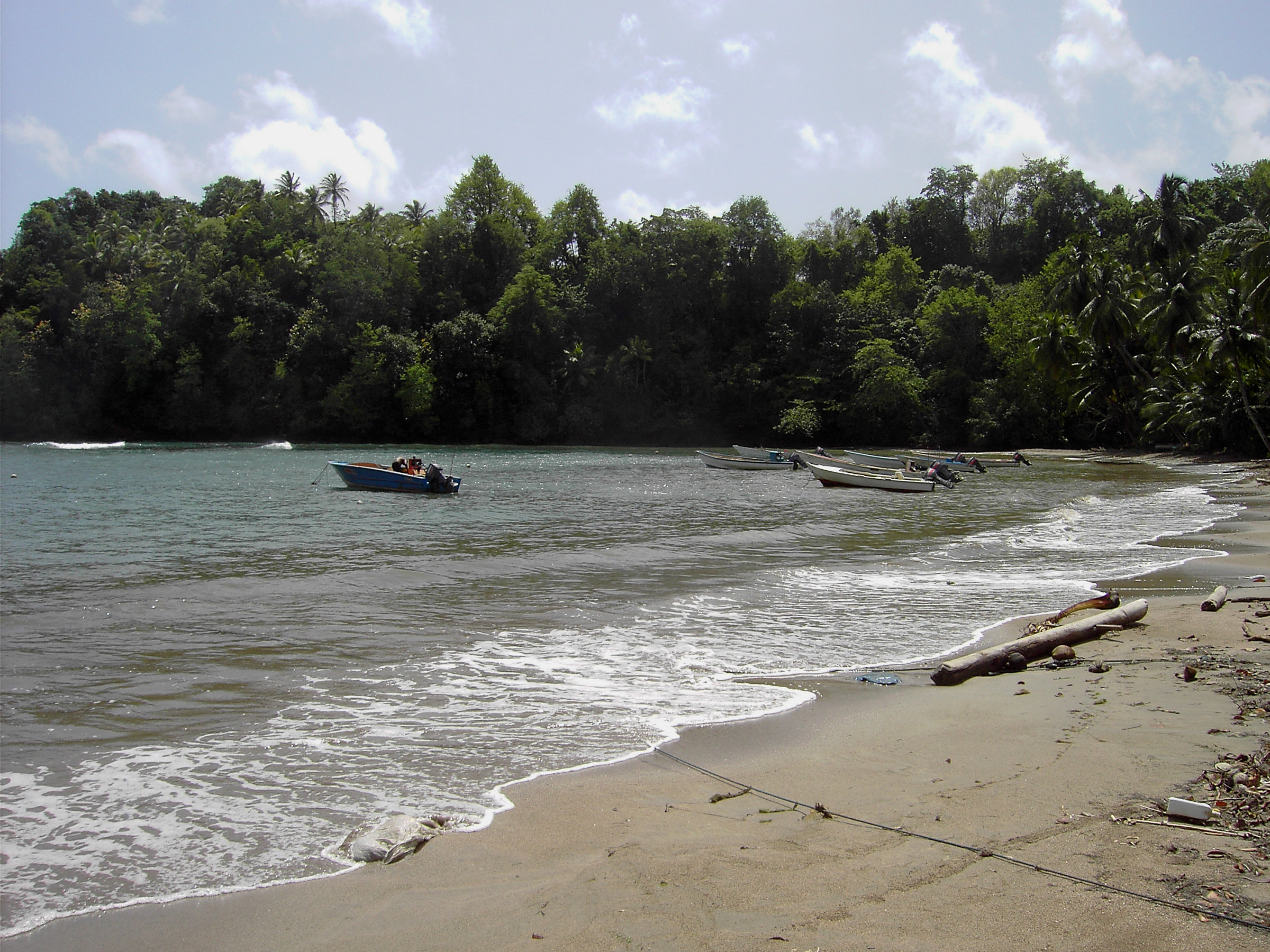
Strand von Anse-de-Mai

Anse-de-Mai ist ein Ort im Norden von Dominica. Die Gemeinde hatte im Jahr 2011 204 Einwohner. Anse-de-Mai liegt im Parish Saint Andrew.

## Geographische Lage
Anse-de-Mai liegt südöstlich von Thibaud und nordwestlich von Bense.